# أماكوسا شيرو
اماكوسا شيرو توكيسادا (باليابانية:天草四郎時貞) وعادة ما يسمى «شيرو»، قاد ثورة شيمابارا في اليابان للرومان الكاثوليك ضد حكومة الشوغون والتي تكللت بالفشل وأسر على نتيجتها ثم أعدم وهو في سن الـ 17 سنة، وضع رأسه على رمح وثبت بالقرب من مدينة ناغاساكي كتحذير للمسيحيين، ولاحقاً في القرن العشرين أصبحت شخصيته مادة مهمة في الثقافة الشعبية كالأنمي، المانغا وألعاب الفيديو.

## النشأة
ولد «شيرو» عام 1621 في منطقة تعرف الآن باسم (كامي-اماكوسا) تابعة لمحافظة كوماموتو من اليابان، كابن لعائلة كاثوليكية والده يدعى «ماسودا يوشيتسوغو»، الفترة التي ولد فيها شهدت نشاط كبير من قبل المبشرين اليسوعيين البرتغاليين في اليابان، وحينما أصبح في عمر الـ 15 عاماً أصبح معروفاً بشكل كبير بين اليابانيين الكاثوليك حيث أطلقوا عليه لقب «رسول السماء»، كما نسبت إليه قدرات خارقة.

## الثورة
قاد «شيرو» ما يقارب 40,000 شخص في ثورة الكاثوليك والتي عرفت باسم «ثورة شيمابارا» على حكومة الشوغون والتي نتج عنها احتلال قلعة هارا، تمكن الثوار من الدفاع عنها ضد الهجمات التي أتتها من الخارج لدرجة أن الحكومة استعانة بسفن حربية تابعة للإمبراطورية الهولندية لقصف القلعة تم صرفها فيما بعد، لكن بغياب الدعم اللوجستي هبطت عزيمة الثوار لدرجة جعلت من «شيرو» يوزع ملصقات على القلعة من أجل رفع روحهم المعنوية.
لكن تعرض «شيرو» للخيانة على يد أحد الثوار يدعى «يامادا اويمونساكو» والذي أرسل رسالة إلى الشوغون يخبره فيها عن حالة التوتر داخل القلعة مما شجع الشوغون على القيام بهجوم نهائي تمكن فيه من استرداد القلعة، وقتل نتيجة هذا الهجوم جميع الثوار في القلعة من بينهم نساء وأطفال والناجي الوحيد المعروف منهم هو الجندي الذي خان شيرو والثورة وتعاون مع الشوغون.
انتهت الثورة بموت كافة الثوار وسقوط أكثر من 21,000 شخص بين قتيل وجريح من قوات الشوغن.

## وفاته
بعد استعادة قلعة هارا من قبل حكومة الشوغون تم أسر قائد التمرد «شيرو» ثم إعدامه في عام 1638 وتعليق رأسه على رمح قرب مدينة ناغاساكي لفترة من الزمن من أجل تحذير المسيحيين من أي تمرد آخر. يعتبر الكثير من اليابانيين الكاثوليك «شيرو» على إنه قديس شعبي.

## تكريم
تم تشييد تمثال لتكريم اماكوسا شيرو وضع في قلعة شيمابارا.

## في الثقافة الشعبية

### ألعاب الفيديو
- ظهر كشخصية في لعبة فايت/غراند اوردر [الإنجليزية] تحت صنف «رولر (حكم)» وظهرت عدة جوانب من تاريخ الشخصية في اللعبة.
- ظهر على شخصية روح في لعبة توكيدين:عصر الشياطين [الإنجليزية].
- في لعبة ساموراي شوداون [الإنجليزية] ظهر كخصم رئيسي فقد إيمانه وسقط في رغباته.
- في لعبة لايف أ لايف [الإنجليزية] ظهر كعدو على شكل روح.
- ظهر كشيطان في لعبة شين ميغامي تينسي:امايجن ولعبة شين ميغامي تينسي 4.
- ظهر في لعبة الفيديو «مونستر سترايك».

### أنمي ومانغا وأفلام
- ظهر كشخصية رئيسية في فيلم «اماكوسا شيرو توكيسادا» عام 1962.
- في عام 1967 ظهرت شخصية «شيرو» كخصم في رواية «ماكاي تينشو» من تأليف فوتارو يامادا، وتم التغلب عليه من قبل ياغيو جوبيه ميتسويوشي [الإنجليزية].
- كما ظهرت شخصيته في رواية "فايت/ابوكريفا [الإنجليزية]" والأنمي المبني عليها.
- ظهر كخصم رئيسي في مانغا أكس-بلايد اليابانية من تأليف ساتوشي شيكي.
- ظهر كشخصية مسافرة عبر الزمن في مانغا اماكوسا 1637 [الإنجليزية] .
- تم اقتباس شخصيته في أنمي روروني كنشين تحت اسم «اماكوسا شوغو» يتم إنقاذه مع المتمردين من قلعة هارا من قبل بطل القصة والسفير الألماني ثم يرسل إلى هولندا.
- ظهر في سلسلة أنمي كيندايتشي شونين نو جيكينبو [الإنجليزية].
- أحد خصوم في سلسلة أنمي ومانغا لا بلو غيرل [الإنجليزية] يدعى كيوتشيرو، مقارب جداً لشخصية اماكوسا شيرو.
- ظهرت شخصية اماكوسا شيرو كأحد الخصوم في أنمي يايبا.

## قائمة المراجع
1. ↑  Michael Hoffman, "The Christian Century" نسخة محفوظة 2009-08-31 على موقع واي باك مشين., Japan Times, Dec. 2007 [وصلة مكسورة]
2. ↑  Ivan Morris. The Nobility of Failure: Tragic Heroes in the History of Japan. London: Secker and Warburg (1975)
3. ↑  WISHES". Uwosh.edu. 1999-02-05. Retrieved 2018-04-15". نسخة محفوظة 17 أبريل 2017 على موقع واي باك مشين.
4. ↑  Jonathan Clements. Christ's Samurai: The True Story of the Shimabara Rebellion. London: Robinson (2016)